# Université nationale (métro de Hô Chi Minh-Ville)
La station Université nationale – Parc d'attractions Suoi Tien (vietnamien : ga Đại học Quốc gia, anglais : National University Station) est une station du métro de Hô Chi Minh-Ville située dans la ville de Thủ Đức d'Hô Chi Minh-Ville au Viêt Nam.

## La station
Située sur la ligne 1 la station dessert l'Université nationale de Hô Chi Minh-Ville ainsi que le Parc d'attractions Suoi Tien.